# 배달가요 - 신비한 레코드샵
《배달가요-신비한 레코드샵》는 대한민국의 JTBC에 방송한 텔레비전 예능 프로그램이다.

## 기획 의도
4MC와 함께 공통의 직업으로 묶인 게스트들의 '인생 이야기'와 '인생 곡'을 소개하며 완성하는 음악 예능이다.

## 방송 일정
| 방송 채널 | 방송 기간                         | 방송 시간                   | 비고 |
| --------- | --------------------------------- | --------------------------- | ---- |
| JTBC      | 2021년 1월 22일 ~ 2021년 3월 26일 | 매주 금요일 밤 9:00 ~ 10:50 |      |

## 출연진
- 윤종신
- 장윤정
- 규현
- 웬디

## 에피소드 목록
- 1회, 1월 22일 : 권일용 & 김윤희 & 고준채
- 2회, 1월 29일 : 슈카 & 부읽남 & 신사임당
- 3회, 2월 5일 : 수능 만점자 (김지훈 & 손수환 & 김수성)
- 4회, 2월 12일 : 역술가 (박성준 & 박대희 & 도울 신현갑)
- 5회, 2월 19일 : 인테리어 디자이너 (조희선 & 임성빈 & 제이쓴)
- 6회, 2월 26일 : 정신건강의학 전문의 (양재진 & 양재웅 & 송형석)
- 7회, 3월 5일 : 임상아, 싱어게인 TOP3 (정홍일 & 이승윤 & 이무진)
- 8회, 3월 12일 : 임상아, 스타 작사가 (김이나 & 조윤경 & 황현)
- 9회, 3월 19일 : 아내 복 터진 연예계 대표 (장항준 & 김진수 & 조정치)
- 10회, 3월 26일 : 오은영, 송은이, 임도형